# Вышки (гмина)
Вышки (пол. Wyszki) — сельская гмина (волость) в Польше, входит как административная единица в Бельский повет (Подляское воеводство), Подляское воеводство. Население — 5062 человека (на 2004 год). Административный центр гмины — деревня Вышки.

## Демография
| Перепись                       | Всего   | Всего | Женщины | Женщины | Мужчины | Мужчины |
| ------------------------------ | ------- | ----- | ------- | ------- | ------- | ------- |
| Единицы                        | человек | %     | человек | %       | человек | %       |
| Население                      | 5062    | 100   | 2501    | 49,4    | 2561    | 50,6    |
| Плотность населения (чел./км²) | 24,5    | 24,5  | 12,1    | 12,1    | 12,4    | 12,4    |

## Поселения
1. Абрамики
2. Богуше
3. Будлево
4. Буйново
5. Фальки
6. Филипы
7. Гавины
8. Годзебы
9. Гурске
10. Игнатки
11. Калинувка
12. Каменны-Двур
13. Кодмеры
14. Ковале
15. Кожушки
16. Крупице
17. Лапце
18. Лубице
19. Лубинек
20. Лучае
21. Лысе
22. Малеше
23. Межвин-Дужы
24. Межвин-Малы
25. Мешуки
26. Москвин
27. Мулявиче
28. Невино-Борове
29. Невино-Каменьске
30. Невино-Лесьне
31. Невино-Поплавске
32. Нове-Багиньске
33. Нове-Топчево
34. Нове-Варпехы
35. Ольшаница
36. Осувка
37. Острувек-Колёня
38. Пежхалы
39. Пухаче
40. Пульше
41. Самулки-Дуже
42. Самулки-Мале
43. Сасины
44. Сески
45. Стацевиче
46. Старе-Багиньске
47. Старе-Невино
48. Старе-Топчево
49. Старе-Варпехы
50. Старе-Залесе
51. Страбля
52. Щепаны
53. Шпаки
54. Топчево
55. Тшещково
56. Творки
57. Виктожин
58. Водзки
59. Вулька-Петковска
60. Вулька-Залеска
61. Выпыхы
62. Вышки
63. Закшево
64. Здройки

## Соседние гмины
1. Гмина Бельск-Подляски
2. Гмина Браньск
3. Гмина Юхновец-Косцельны
4. Гмина Посвентне
5. Гмина Сураж